# Kliuchevói (Krasnodar)
La sección Kliuchevói (del ruso: Ключевой) es un posiólok del raión de Krylovskaya del krai de Krasnodar de Rusia. Está situado 16 km al nordeste de Krylovskaya y 173 km al nordeste de Krasnodar, la capital del krai. Tenía 256 habitantes en 2010
Pertenece al municipio Novosergiévskoye.